# شایعه مسابقات آمیزش جنسی در سوئد
در ژوئن ۲۰۲۳ میلادی خبرگزاری‌های متعددی در سرتاسر دنیا و به خصوص در هند خبری را منتشر کردند که براساس آن سوئد آمیزش جنسی را یک ورزش اعلام کرده و به زودی میزبان مسابقات این ورزش در سطح اروپا خواهد بود. چندین مؤسسه راستی‌آزمایی و منابع معتبر این خبر را شایعه اعلام کردند اما خبر در پلتفرم‌های مجازی گوناگونی در حال انتشار گردش است.

## پیش‌زمینه
رسانه‌های متعددی اخباری مبنی بر «میزبانی نخستین مسابقات سکس در سوئد» و «سوئد رسماً سکس را به عنوان یک ورزش اعلام کرد» را منتشر نموده و ادعا داشتند که سوئد قصد برگزاری مسابقات سکس را دارد. خبرها حاکی از آن بود که این مسابقه بخش‌های گوناگونی مانند آمیزش جنسی دهانی خواهد بود و شرکت کنندگان از سرتاسر جهان می‌توانند در آن شرکت نمایند.

### گردش خبر در رسانه‌ها
خبر برگزاری مسابقات آمیزش جنسی نخست از رسانه‌هایی مانند تایمز هند، سی‌ان‌بی‌سی تی‌وی۱۸، ایندیا تودی، مارکا، روزنامه بیکن هرالد کانادا، ایندیپندت آنلاین آفریقای جنوبی، پالس نیجریه، آرتی‌ال آلمان و رسانه‌های پاکستانی منتشر شد.
روزنامه ورزشی اسپانیای مارکا نام شرکت‌کنندگانی که ظاهراً هر یک نماینده کشوری بودند را منتشر نمود و در گزارش گفت: «انتظار می‌رود ۲۰ نفر از کشورهای گوناگون در این مسابقه شرکت نمایند و برندگان توسط هیئت داوران که از ۵ تا ۱۰ نمره خواهند داد و نظر تماشاگران تعیین خواهد شد.» این روزنامه در گزارش دیگر خود بدون نام بردن از هیچ منبع معتبری قوانین مسابقه را هم شرح می‌دهد. خبرگزاری سی‌ان‌بی‌سی تی‌وی۱۸ جزئیاتی در مورد نحوه شرکت در این مسابقه را به همراه ایمیلی از «فدراسیون سکس سوئد» منتشر کرد. روزنامه تایمز هند در گزارش خود می‌گوید که سوئد به زودی میزبان مسابقات قهرمانی سکس اروپا خواهد بود و ضمن تشریح قوانین مسابقات می‌گوید که کاما سوترا به شرکت کنندگان کمک خواهد کرد.

### واکنش‌ها
مطالب منتشر شده توجهات بسیاری را در فضای مجازی برانگیخت و کاربران گستره وسیعی از واکنش‌ها از شک و تردید تا کنجکاوی در این مورد ابراز نمودند.

## راستی‌آزمایی
پس از انتشار این خبر چندین مؤسسه راستی‌آزمایی به بررسی این ادعا پرداختند و آن را اشتباه عنوان نمودند. رویترز، اسنوپس، مشیبل، کوئینت، لوکال، دویچه وله، هندوستان تایمز ویون و یاهو! نیوز از جمله این رسانه‌ها بودند که به نادرستی خبر اشاره نمودند.

### یافته‌ها
مدتی پیش از انتشار این شایعه در ژانویه ۲۰۲۳ میلادی یک روزنامه مشهور سوئدی به نام گوتزبورگ پست گزارشی از یک فرد دارای چندین استریپ کلاب به نام دراگان براتیک منتشر کرد که بیان می‌داشت این فرد آمیزش جنسی را یک ورزش می‌داند. این فرد تقاضای عضویت خود را برای کنفدراسیون ورزش‌های سوئد فرستاد تا فدراسیون سکس را ایجاد نماید که این تقاضا رد شد.
با وجود رد این درخواست، سازمان براتیک اطلاعیه‌ای را پیرامون قصد برگزاری مسابقات قهرمانی سکس صادر کرد. مطابق بیانیه کتبی که این سازمان به دویچه‌وله داده‌است با کمک‌های داوطلبانه و منابع مستقل مسابقات قهرمانی سکس اروپا را برگزار خواهد نمود. کنفدراسیون ورزش‌های سوئد هم هرگونه دخالت یا حمایت از این سازمان را رد کرد.
یک روزنامه هندی مرتبط با سی‌ان‌بی‌سی جزئیاتی را پیرامون نحوه شرکت در این مسابقات ارائه داد و یک لینک مرتبط با فدراسیون سکس سوئد را منتشر کرد. وب‌سایتی با این نام وجود دارد اما یک سایت پورنوگرافی است که از ژوئن ۲۰۲۳ میلادی روزشماری را در سایت خود قرار داد که در انتها این روزشمار مسابقات سکس آغاز و از این سایت پخش زنده خواهد شد.
سخنگوی کنفدراسیون‌های ورزشی سوئد نسبت به انتشار اطلاعات غلط در رسانه‌های بین‌المللی ابراز نگرانی کرده و بیان می‌دارد که کنفدراسیون ورزش‌های سوئد هیچ فدراسیون سکسی را به رسمیت نمی‌شناسد. او اظهار داشت که قصد از این اخبار لکه‌دار کردن شهرت ورزش و کشور سوئد است.
گزارش‌های راستی‌آزمایی تأیید می‌کنند که فدراسیون خودخوانده سکس سوئد هم این حقیقت را که دولت آن را نمی‌پذیرد قبول کرده و نتوانسته از بودجه ۲ میلیارد کرونی که دولت سوئد برای فدراسیون‌های ورزشی تعیین نموده استفاده کند.

## حذف گزارش ابتدایی
برخی از ناشرین نخستین این خبر پس از آنکه مشخص شد این یک شایعه است خبر را حذف کردند ولی برخی از دیگر خبرگزاری‌ها هنوز این خبر را دارند.